# قاموس جوجل
قاموس جوجل (بالإنجليزية: Google Dictionary)‏ هي خدمة الترجمة المباشرة المقدمة من شركة جوجل، وتعتمد عليها خدمة ترجمة جوجل اعتمادا مباشرا.
محتوى القاموس مرخص من موقع (OxfordDictionaries.com) التابع لدار نشر جامعة أكسفورد. وهو متوفر بلغات مختلفة مثل الإنجليزية والإسبانية والفرنسية. في أغسطس 2011، تمّ فصل قاموس جوجل كخدمة منفصلة، وأيضا تم إزالة نتائج البحث عنه في الشريط الجانبي لبحث جوجل.
يوفر مايكروسوفت بينغ من مايكروسوفت أيضًا خدمة قاموس مماثلة والتي ترخص بيانات القاموس من قواميس أكسفورد أيضًا. تقوم أبل أيضًا بترخيص بيانات القاموس من أكسفورد لمنتجات آي أو إس وماك أو إس.

## التاريخ
نشأت الخدمة في ترجمة جوجل، وتم إطلاقها كخدمة مستقلة (google.com/dictionary) في ديسمبر 2009. عرض جوجل تعريفات من قاموس كولينز كوبيلد المتقدم للغة الإنجليزية حتى أغسطس 2010، عندما تحول إلى قاموس كلية أكسفورد الأمريكية.
بعد دمجه في بحث جوجل، تم إيقاف القاموس كخدمة منفصلة في 5 أغسطس 2011. ويمكن الوصول إليه الآن باستخدام عامل «تعريف» أو ببساطة عن طريق البحث عن معنى كلمة. لا تزال خدمة القاموس متاحة أيضًا في ترجمة جوجل ويمكن الوصول إليها عن طريق تحديد كلمة واحدة. أصدرت جوجل أيضًا الخدمة كامتداد لمتصفح جوجل كروم.
اعتبارًا من عام 2018، رخصت جوجل بيانات القاموس من (OxfordDictionaries.com) للغات متعددة مثل الإنجليزية البريطانية/الأمريكية والإسبانية والفرنسية وغيرها.
في اليوم العالمي للغة العربية (18 ديسمبر) في عام 2015، أضافت جوجل قاموسًا باللغة العربية، متاحًا عالميًا، إلى الخدمة التي تعرض تعاريف وترجمات وأمثلة على استخدامات الكلمة في جملة.
في فبراير 2017، اتهم موقع (Daily Caller) الإخباري على الإنترنت جوجل بتغيير تعريف كلمة «الفاشية» في قاموس جوجل. اكتشف لاحقًا أن التعريف كان بالضبط من مصدر خارجي ولم يكتبه جوجل.
أضافت جوجل قاموسًا هنديًا من (Rajpal & Sons) مرخصًا عبر قواميس أكسفورد، والذي دعم أيضًا الترجمة الصوتية والترجمة إلى الخدمة في أبريل 2017.
في يوليو 2017، تم توفير القاموس مباشرة عن طريق كتابة «القاموس» في بحث جوجل كما تمت إضافة ميزات إضافية مثل مربع البحث والإكمال التلقائي وسجل البحث.
في يناير 2018، تمت إضافة ميزة «كلمات متشابهة» إلى القاموس الإنجليزي، والتي تسلط الضوء على الكلمات التي تبدو متشابهة مثل (aesthetic) و (ascetic). تم توفير لعبة مفردات (Google Word Coach) جنبًا إلى جنب مع عمليات البحث في القاموس وكلعبة منفصلة على الأجهزة المحمولة في فبراير 2018. في أغسطس 2018، أضاف بحث جوجل قاموسًا باللغتين الإنجليزية والهندية لمستخدمي الهواتف المحمولة في الهند، مع خيار التبديل إلى القاموس الإنجليزي فقط.
تمت إضافة خيار «تعلم النطق» إلى قاموس اللغة الإنجليزية في ديسمبر 2018، والذي يُوضّح كيف يتم نطق الكلمة مع النطق غير الصوتي للنطق والصوت بلهجات مختلفة (مثل البريطانية والأمريكية)، إلى جانب خيار إبطاء الصوت (down)، تمت إضافة فيزيم للنطق أيضًا في أبريل 2019.

## اللغات التي يدعمها
تعرض جوجل قواميس للغات التالية، المرخصة من قواميس أكسفورد، والتي توفر بيانات من قواميسها الخاصة وغيرها من القواميس المنشورة.
| اللغة                                       | القاموس                                                                                         | الناشر                                                        | ملاحظات                                                                       | مثال البحث        | مراجع                |
| ------------------------------------------- | ----------------------------------------------------------------------------------------------- | ------------------------------------------------------------- | ----------------------------------------------------------------------------- | ----------------- | -------------------- |
| العربية                                     |                                                                                                 |                                                               | متاح في جميع أنحاء العالم Search operator: "ما معنى"                          | ما معنى أيان      | [ 13 ]               |
| الصينية المُبسّطة                             | 现代汉语规范词典 [Xiandai Hanyu Guifan Cidian] (القاموس القياسي للصينية المعاصرة)               | دار نشر جامعة أكسفورد مطبعة تدريس وبحث لغة أجنبية             | متاح في جميع أنحاء العالم                                                     | define 船         | [ ب ]                |
| الإنجليزية البريطانية                       | قاموس أكسفورد الإنجليزي الجديد مكنز أكسفورد للغة الإنجليزية                                     | دار نشر جامعة أكسفورد                                         | معروض في جميع أنحاء العالم (باستثناء أمريكا الشمالية)                         | define apple      | [ 20 ] [ ج ]         |
| الإنجليزية الأمريكية                        | قاموس أكسفورد الأمريكي الجديد مكنز أكسفورد للغة الإنجليزية قاموس المرادفات الأمريكي من أكسفورد  | دار نشر جامعة أكسفورد                                         | معروض في أمريكا الشمالية                                                      | define apple      | [ 20 ] [ 21 ] [ د ]  |
| الإنجليزية-الهندوآرية (Hindi/Marathi/Tamil) | قاموس أكسفورد ورد باور                                                                          | دار نشر جامعة أكسفورد                                         | معروض في الهند (فقط على الأجهزة المحمولة)                                     | define apple      | [ 18 ] [ ه ]         |
| الفرنسية                                    | قواميس لوبتي روبير (Le Petit Robert) ترجمة جوجل: Multidictionnaire de la langue française       | قواميس لو روبرت ترجمة جوجل: Les Éditions Québec Amérique Inc. | متاح في جميع أنحاء العالم                                                     | define légende    | [ ح ]                |
| الألمانية                                   | دودن                                                                                            | المعهد الببليوغرافي                                           | متاح في جميع أنحاء العالم                                                     | define Kraus      | [ ط ] [ ي ]          |
| الهندية                                     | राजपाल हिन्दी शब्दकोश [Rajpal Hindi Shabdkosh] (قاموس راجبال الهندي)                                   | Rajpal & Sons                                                 | متاح في جميع أنحاء العالم يدعم التحويل الصوتي Operator: "ka matlab"/"ka arth" | chappal ka matlab | [ 26 ] [ 27 ] [ يا ] |
| الإيطالية                                   | Il Devoto–Oli                                                                                   | Arnoldo Mondadori Editore                                     | متاح في جميع أنحاء العالم                                                     | define attrezzo   | [ يب ] [ يج ]        |
| اليابانية                                   |                                                                                                 |                                                               | متاح في جميع أنحاء العالم                                                     | define こんにちは |                      |
| الكورية                                     | 뉴에이스 국어사전 [Nyueiseu Gug-eosajeon] قاموس اللغة الكورية الجديد Ace                        | DIOTEK                                                        | متاح في جميع أنحاء العالم                                                     | define 한국어     | [ يد ]               |
| البرتغالية البرازيلية                       | قاموس حويس للغة البرتغالية                                                                      | Editora Objetiva                                              | متاح في جميع أنحاء العالم                                                     | define alho       | [ يه ] [ يو ]        |
| الروسية                                     | قاموس اللغة الروسية (أوزيجوف)                                                                   | دار النشر "الكون والتعليم"                                    | متاح في جميع أنحاء العالم                                                     | define ресторан   | [ يز ] [ يح ]        |
| الإسبانية                                   | القاموس العام للغة الاسبانية Vox                                                                | طبعات لاغوس (Larousse)                                        | متاح في جميع أنحاء العالم                                                     | define trastienda | [ يط ]               |
| التايلندية                                  | พจนานุกรมไทย ฉบับทันสมัยและสมบูรณ์ [Phcnanukrm Thiy Chbab Thansmay Laea Smburn] (قاموس تايلاندي كامل) | SE-Education Public Company Limited                           | متاح في جميع أنحاء العالم                                                     | define ด          | [ ك ]                |
| التركية                                     | Arkadaş Türkçe Sözlük                                                                           | Arkadaş Publishing Ltd                                        | متاح في جميع أنحاء العالم                                                     | define iltifat    | [ كا ]               |

شاهد تفاصيل ترخيص مجموعة بيانات قواميس أكسفورد للغات أخرى هنا.

## اقرأ أيضا
- جوجل
- قائمة منتجات جوجل